# Point de vue panoramique
Pour les articles homonymes, voir Point de vue, Panorama et Belvédère.

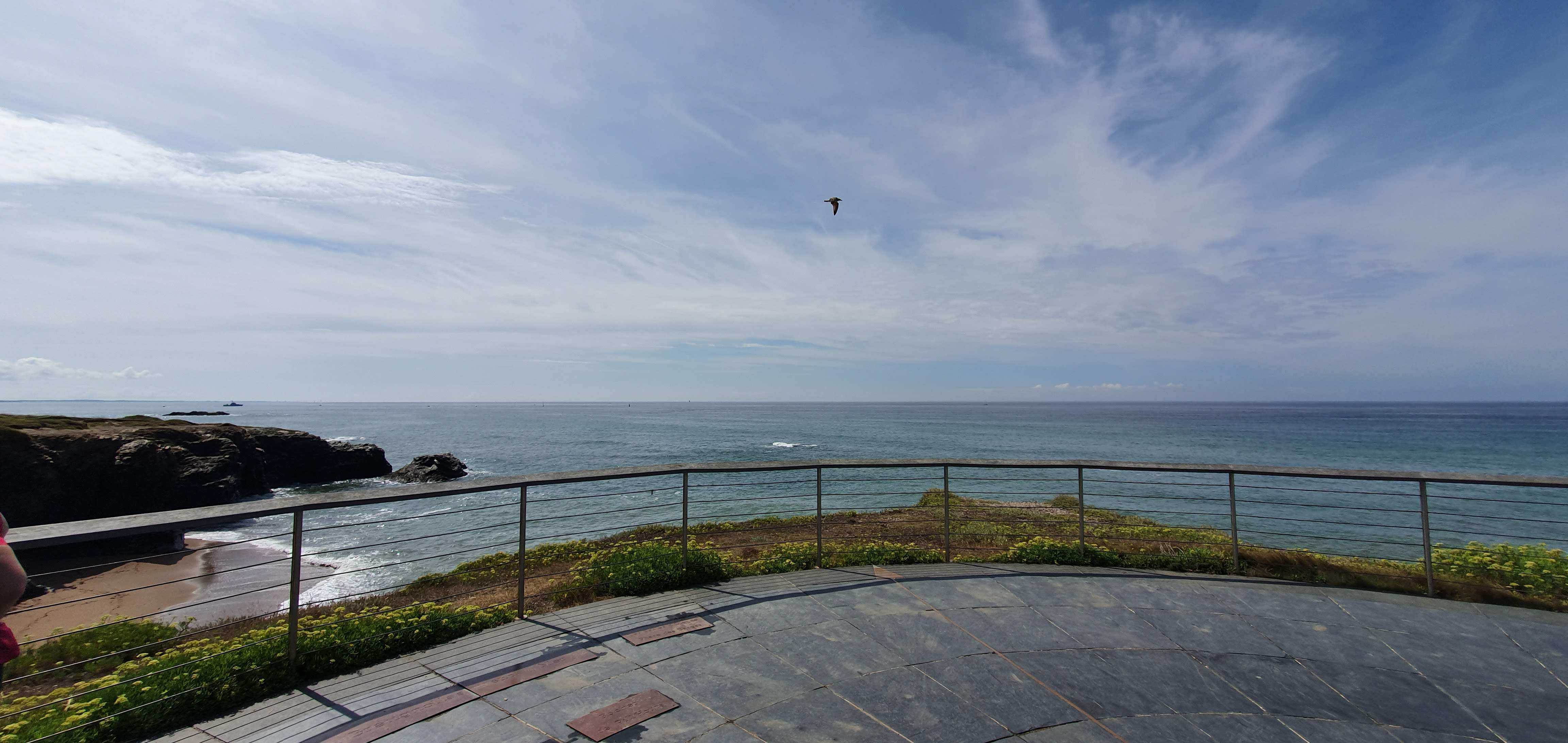
Le Belvédère Arrondeau sur la corniche de Saint-Hilaire-de-Riez, en Vendée.

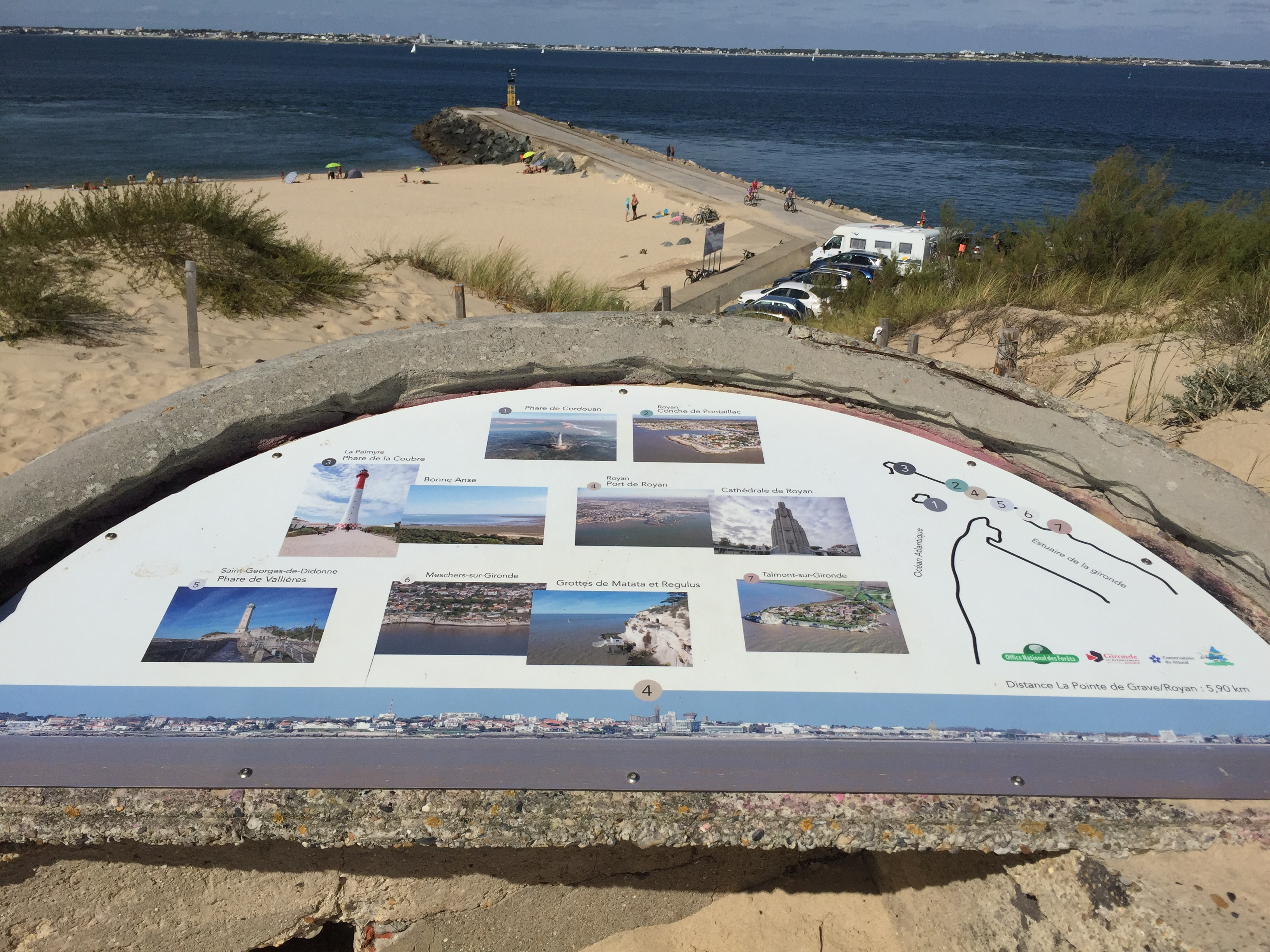
Mise en valeur du blockhaus de la pointe de Grave pour en faire un belvédère.

Point de vue panoramique en Arizona.

Un belvédère, point de vue panoramique, point de vue ou panorama est un site d'où un observateur jouit d'un champ de vision dégagé sur un paysage et où un photographe peut donc éventuellement réaliser un panorama.
Ce site peut être équipé pour recevoir du public, par exemple d'une table d'orientation, de longues-vues fixes voire, dans le cas de sites naturels très fréquentés par les touristes, d'un parc de stationnement dédié, ce qui lui vaut alors d'être appelé point de vue aménagé ou point de vue touristique. En montagne ou au sommet d'un gratte-ciel, de telles infrastructures proposent parfois des vues particulièrement impressionnantes au-dessus du vide, suscitant le vertige, par exemple avec un balcon ou une passerelle dont le sol est constitué de verre transparent.
Dans les documents d'urbanisme, l'expression cône de vue est courante : elle traduit l'existence d'un point de vue plus ou moins large qu'il convient d'intégrer aux projets d'aménagement, de façon que la perspective visuelle soit valorisée ou épargnée en limitant les constructions dans ledit cône,.
La fermeture paysagère causée par la progression des plantations ou de la végétation spontanée peut menacer les points de vue panoramiques.